# 30. srpen
30. srpen je 242. den roku podle gregoriánského kalendáře (243. v přestupném roce). Do konce roku zbývá 123 dní.

## Události

### Česko

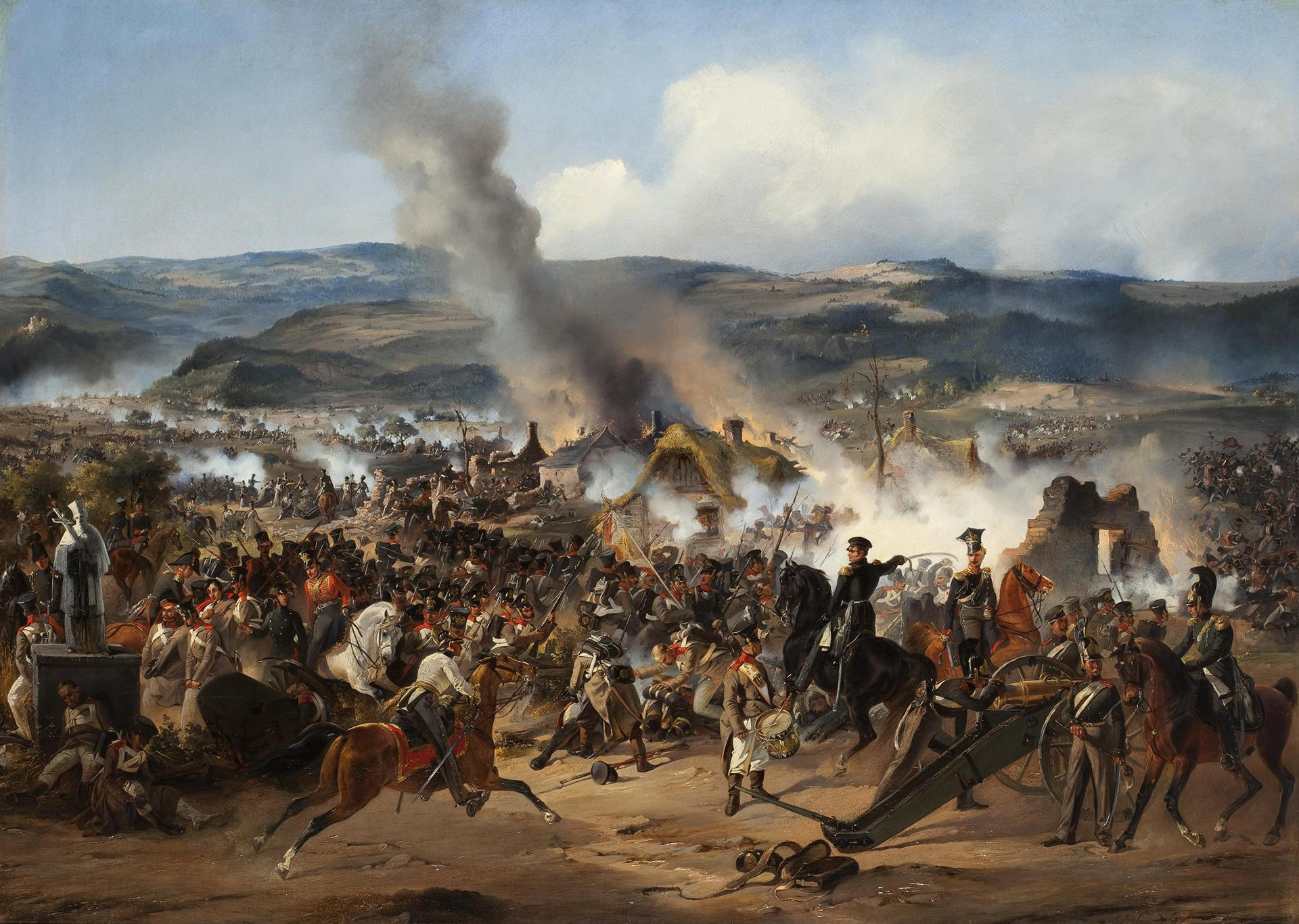
Bitva u Chlumce

- 1813 – V bitvě u Chlumce zvítězila ruská, rakouská a pruská vojska nad francouzskou armádou.
- 1938 – Prezident Edvard Beneš předal představitelům Sudetoněmecké strany další z návrhů na řešení sudetoněmecké otázky. Tzv. čtvrtý plán
- 1940 – V časopise Mladý hlasatel začal vycházet román Záhada hlavolamu Jaroslava Foglara
- 1953 – Byla otevřena Zoologická zahrada Brno.
- 2006 – V Přívěticích na Rokycansku spadl Krausův dub.

### Svět
- 1757 – Sedmiletá válka: Ruská armáda zvítězila nad pruskou v bitvě u Groß-Jägersdorfu ve Východním Prusku.
- 1873 – Rakousko-uherská expedice vedená Juliem von Payerem a Carlem Weyprechtem objevila v Severním ledovém oceánu souostroví Země Františka Josefa.
- 1918 – Ruská revolucionářka Fanny Kaplanová spáchala neúspěšný atentát na Vladimíra Iljiče Lenina.
- 1963 – Mezi Spojenými státy a Sovětským svazem byla zřízena horká linka.
- 1974 – V chorvatském Záhřebu vykolejil mezinárodní rychlík z Athén do Dortmundu. Zahynulo 153 lidí a desítky jich bylo zraněno.
- 1981 – Při pumovém atentátu zahynul v Teheránu nově zvolený íránský prezident Muhammad Alí Radžáí spolu s premiérem Muhammadem Džavádem Bahonárem.
- 1984 – NASA poprvé vypustila raketoplán Discovery.
- 1993 – V Casablance byla otevřena největší marocká mešita Hasana II.
- 1995 – Severoatlantická aliance zahájila leteckou operaci Rozhodná síla proti vojskům Republiky srbské v Bosně a Hercegovině.
- 1999 – Obyvatelé Východního Timoru se v referendu vyslovili pro nezávislost na Indonésii.
- 2017 – Indická Bombaj je druhým dnem paralyzována záplavami způsobenými monzunovými lijáky. Záplavy si v jižní Asii vyžádaly přes 1500 obětí.

## Narození
Viz též Kategorie:Narození 30. srpna — automatický abecedně řazený seznam.

### Česko

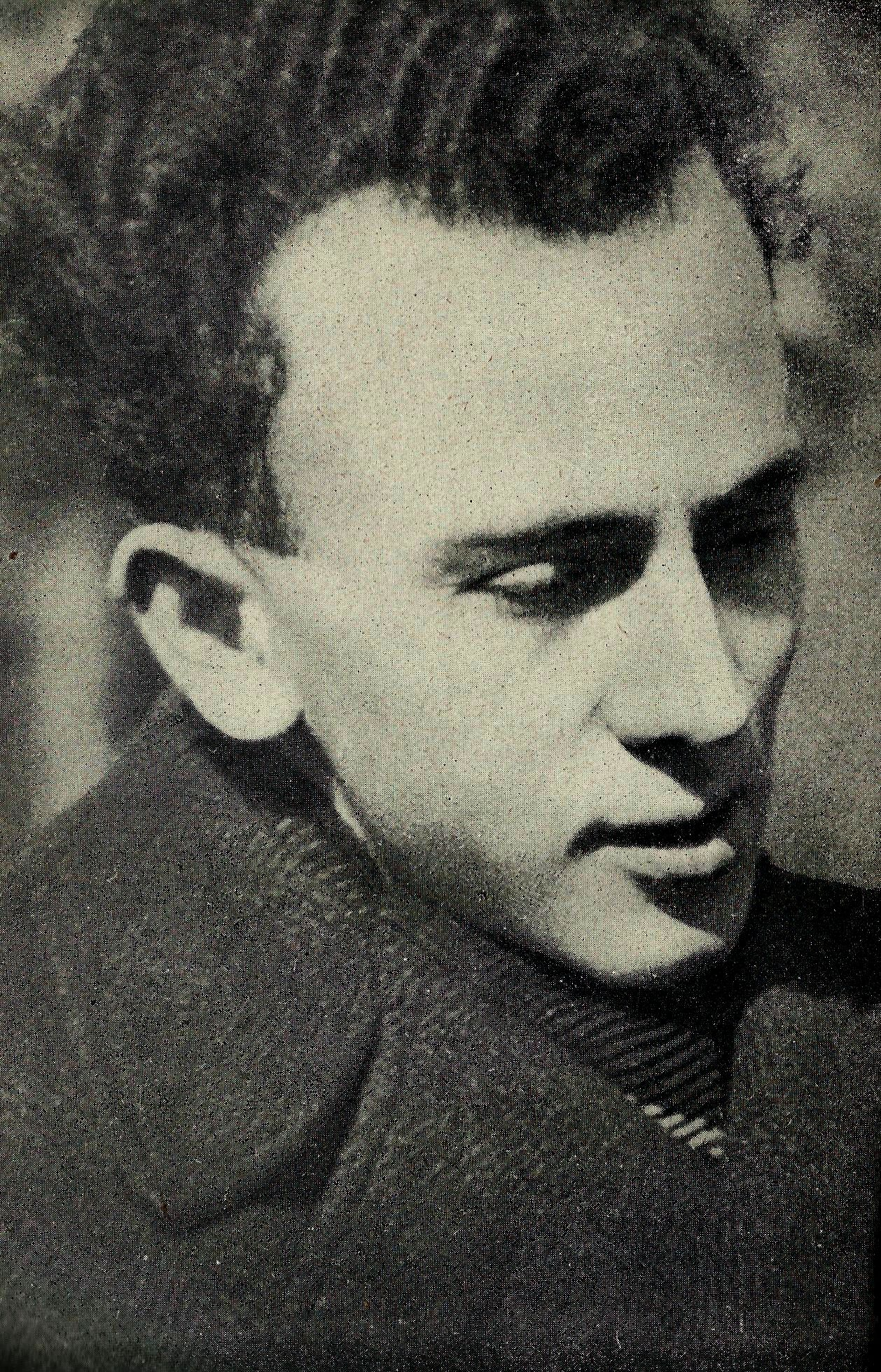
Jiří Orten (* 1919)

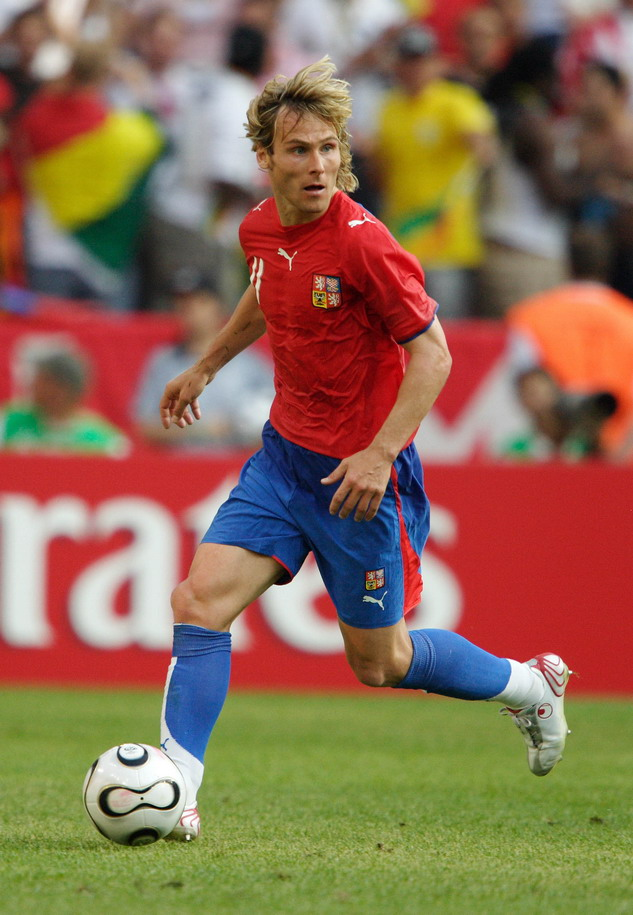
Pavel Nedvěd (* 1972)

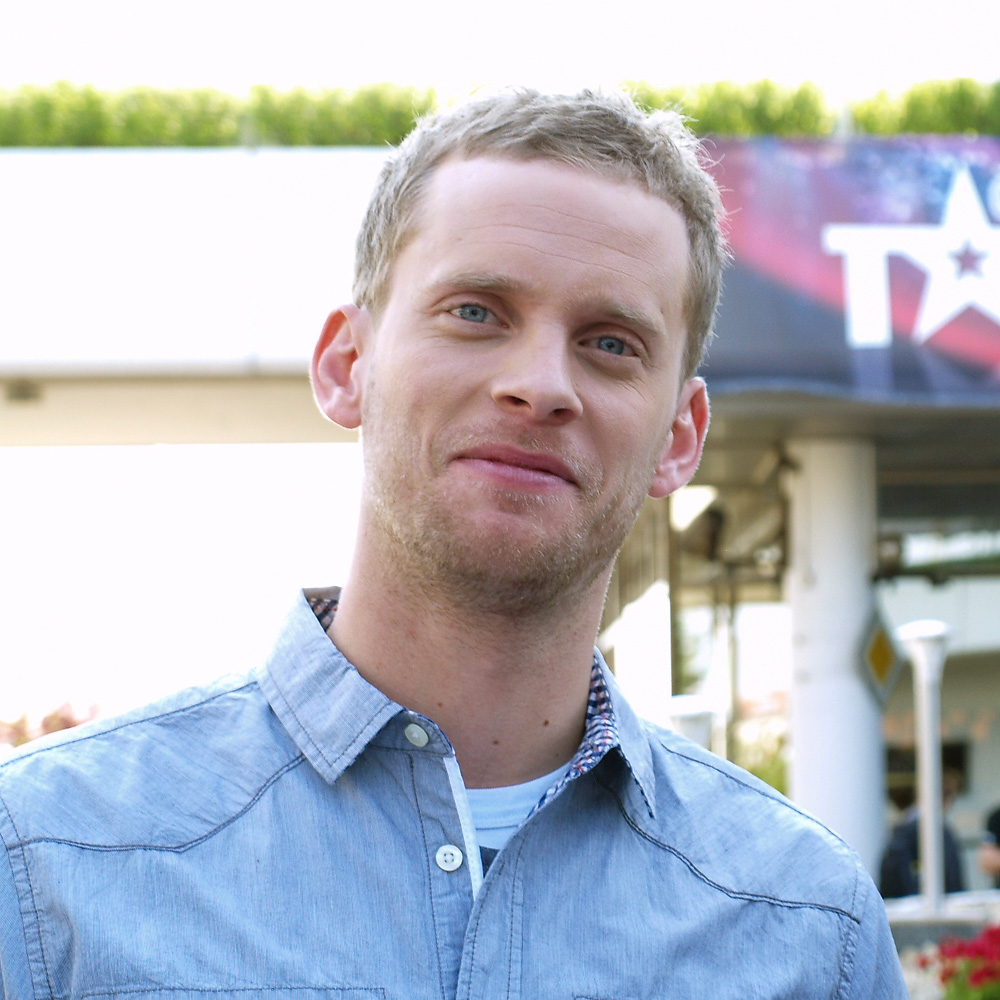
Jakub Prachař (* 1983)

- 1714 – Jan Jiří Benda, houslista a hudební skladatel († 1752)
- 1824 – Václav Žížala-Donovský, novinář a spisovatel († 3. června 1890)
- 1825 – František Kún, evangelický duchovní v USA († 6. ledna 1894)
- 1838 – Josef Ladislav Mašek, podnikatel a politik († 23. července 1901)
- 1857 – Gustav Kroupa, důlní inženýr († 31. května 1935)
- 1868 – Eduard Löwa, československý politik německé národnosti († 1941)
- 1869 – Otakar Nekvasil, stavební podnikatel a politik († 23. prosince 1933)
- 1875 – Otokar Chlup, pedagog († 14. května 1965)
- 1884 – Josef Vašica, filolog, slavista († 11. dubna 1968)
- 1885 – Otakar Sedloň, malíř († 18. října 1973)
- 1886 – František Fischer, lékárník a astronom († 10. listopadu 1966)
- 1898 – Vladimír Raffel, spisovatel a psychiatr († 10. února 1967)
- 1900 – Václav Richter, historik umění († 7. dubna 1970)
- 1902 – František Salzer, režisér a herec († 23. prosince 1974)
- 1903 – Bohumil Laušman, politik († 9. května 1963)
- 1906 – Karel Böhm, fotbalista, odbojář († 16. listopadu 1942)
- 1912 – František Vlasák, ekonom a politik († 2. října 2005)
- 1918 – Václav Křístek, diplomat a profesor českého jazyka († 9. září 1979)
- 1919 – Jiří Orten, básník († 1. září 1941)
- 1920 – Zdeněk Řehoř, herec († 8. listopadu 1994)
- 1922 – Václav Medek, římskokatolický teolog, kněz, církevní historik († 30. října 1982)
- 1923 – Bohumil Koška, herec († 2. dubna 2002)
- 1925 – Lubomír Emil Havlík, historik, medievalista († 5. března 2000)
- 1926
  - Jaroslav Vrchotka, historik a bibliograf († 20. srpna 2013)
  - Pravoslav Sovák, malíř a grafik
  - Josef Klempera, prozaik a autor odborné a naučné literatury († 19. července 2011)
- 1927 – Jiří Hlaváček, mykolog († 20. ledna 2002)
- 1931 – Jaroslav Balátě, vědec v oboru informatiky († 6. prosince 2012)
- 1934 – Zdena Frýbová, spisovatelka († 22. února 2010)
- 1938 – Bohumil Žemlička, malíř († 2. října 2013)
- 1940 – Jozef Wagner, politik slovenské národnosti
- 1942 – Eugen Brikcius, spisovatel, básník, filosof, esejista a výtvarník
- 1945 – Libuše Moníková, česká, německy píšící spisovatelka († 12. ledna 1998)
- 1946 – Jiří Traxler, folkový hudebník, zpěvák, scenárista, muzikolog, etnolog a folklorista († 18. dubna 2019)
- 1947 – Václav Samek, fotbalista
- 1949 – Jan Vyklický, prezident Soudcovské unie († 4. února 2018)
- 1952 – Martin Kašík, fyzik
- 1960 – Aleš Bárta, varhaník
- 1967 – Jakub Stretti, malíř
- 1972 – Pavel Nedvěd, fotbalista
- 1977 – Eva Kurfürstová, reprezentantka v alpském lyžování
- 1983 – Jakub Prachař, herec
- 1984 – Pavel Samiec, akordeonista a hudební skladatel

### Svět

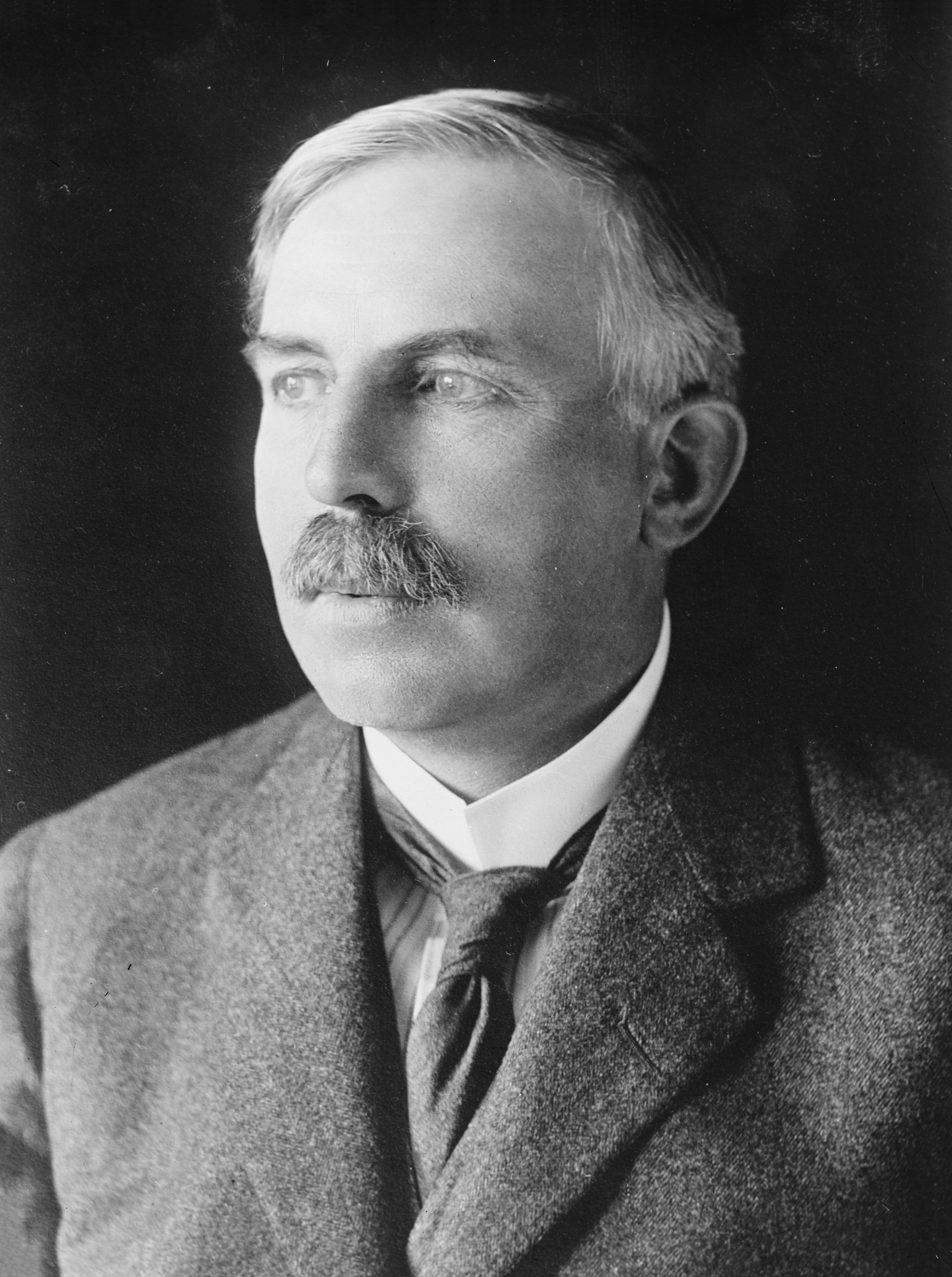
Ernest Rutherford (* 1871)

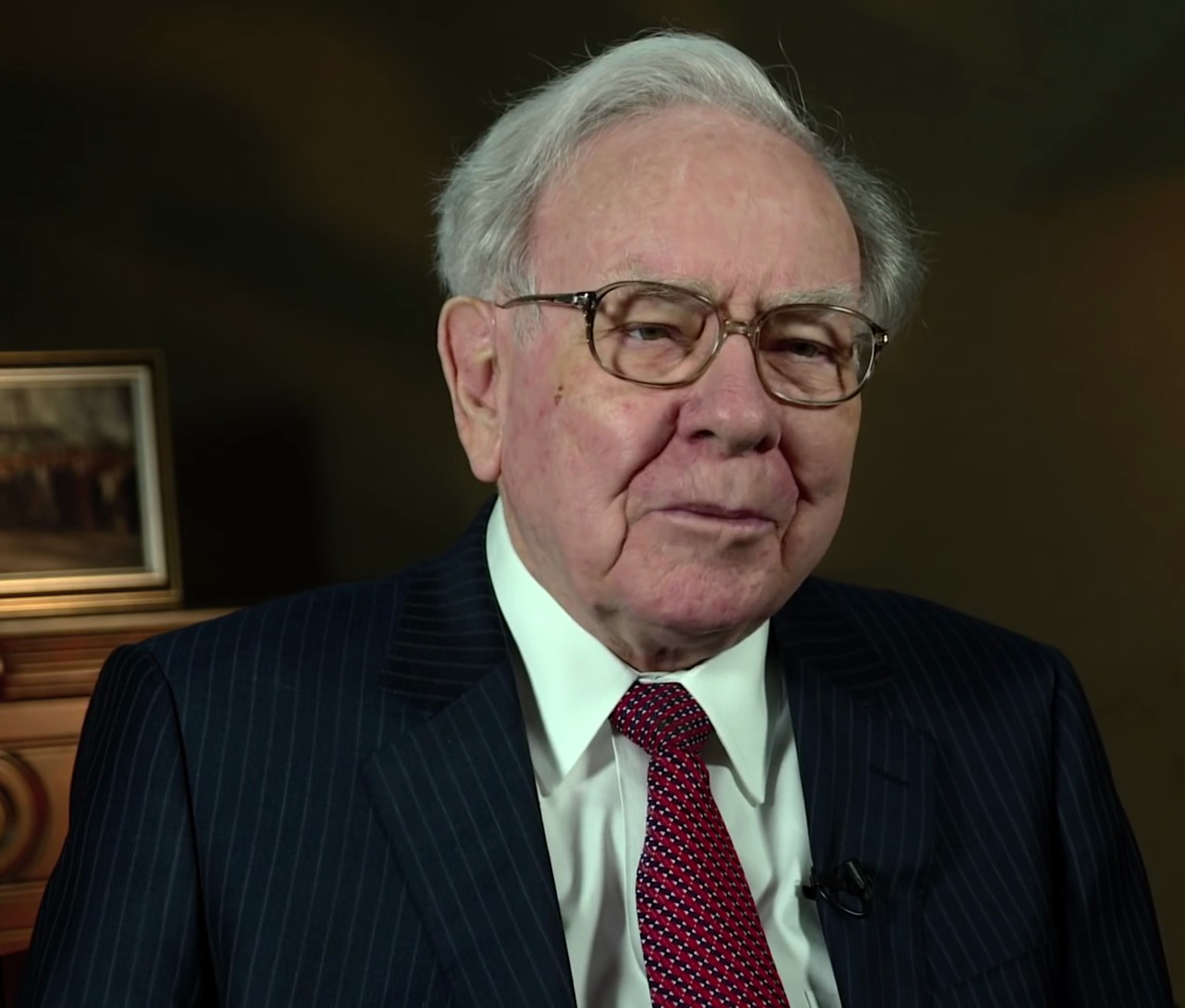
Warren Buffett (* 1930)

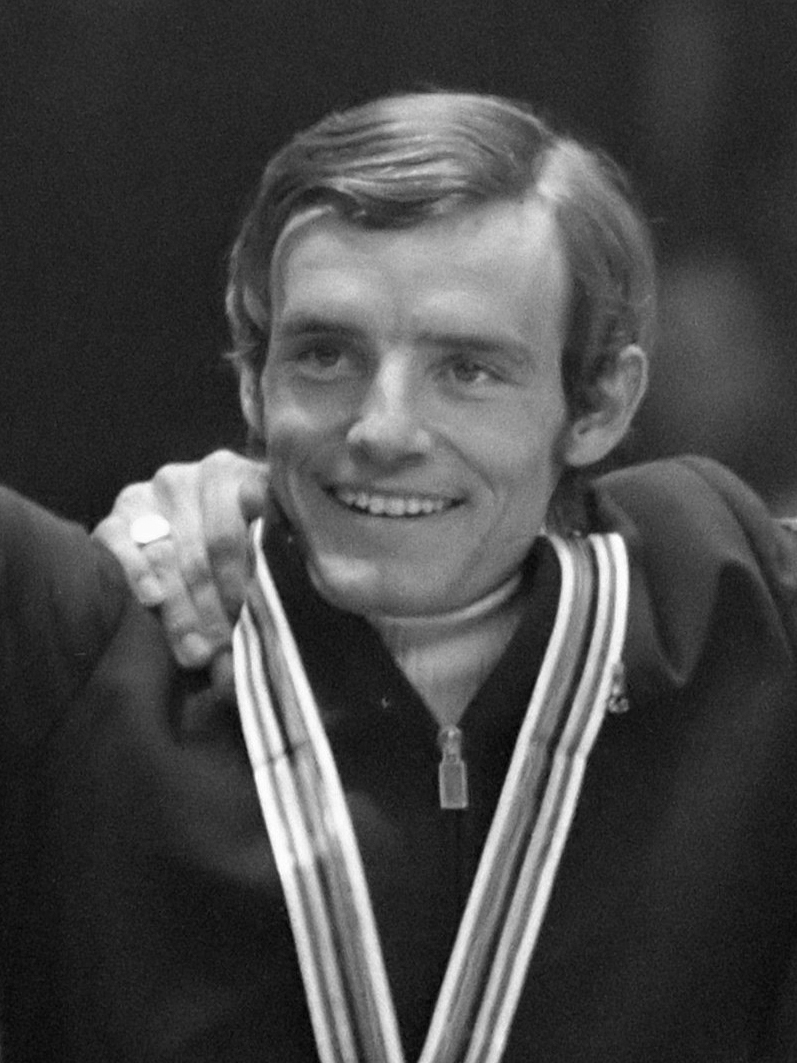
Jean-Claude Killy (* 1943)

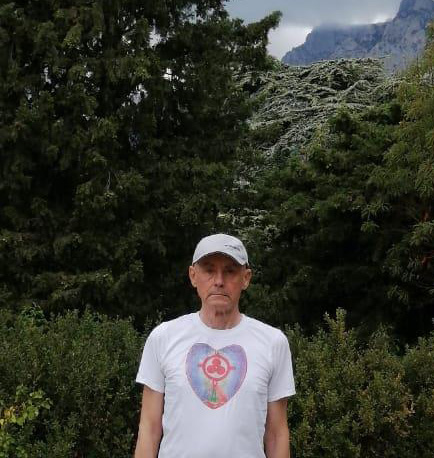
Viktor Skumin (* 1948)

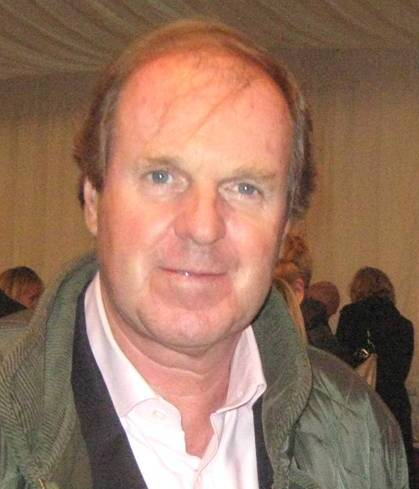
Wojciech Fibak (* 1952)

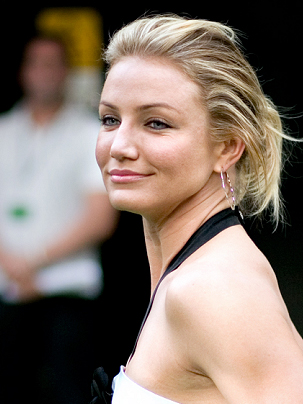
Cameron Diaz (* 1972)

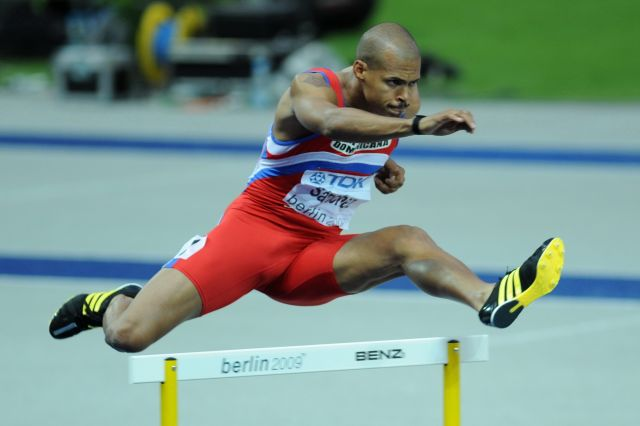
Félix Sánchez (* 1977)

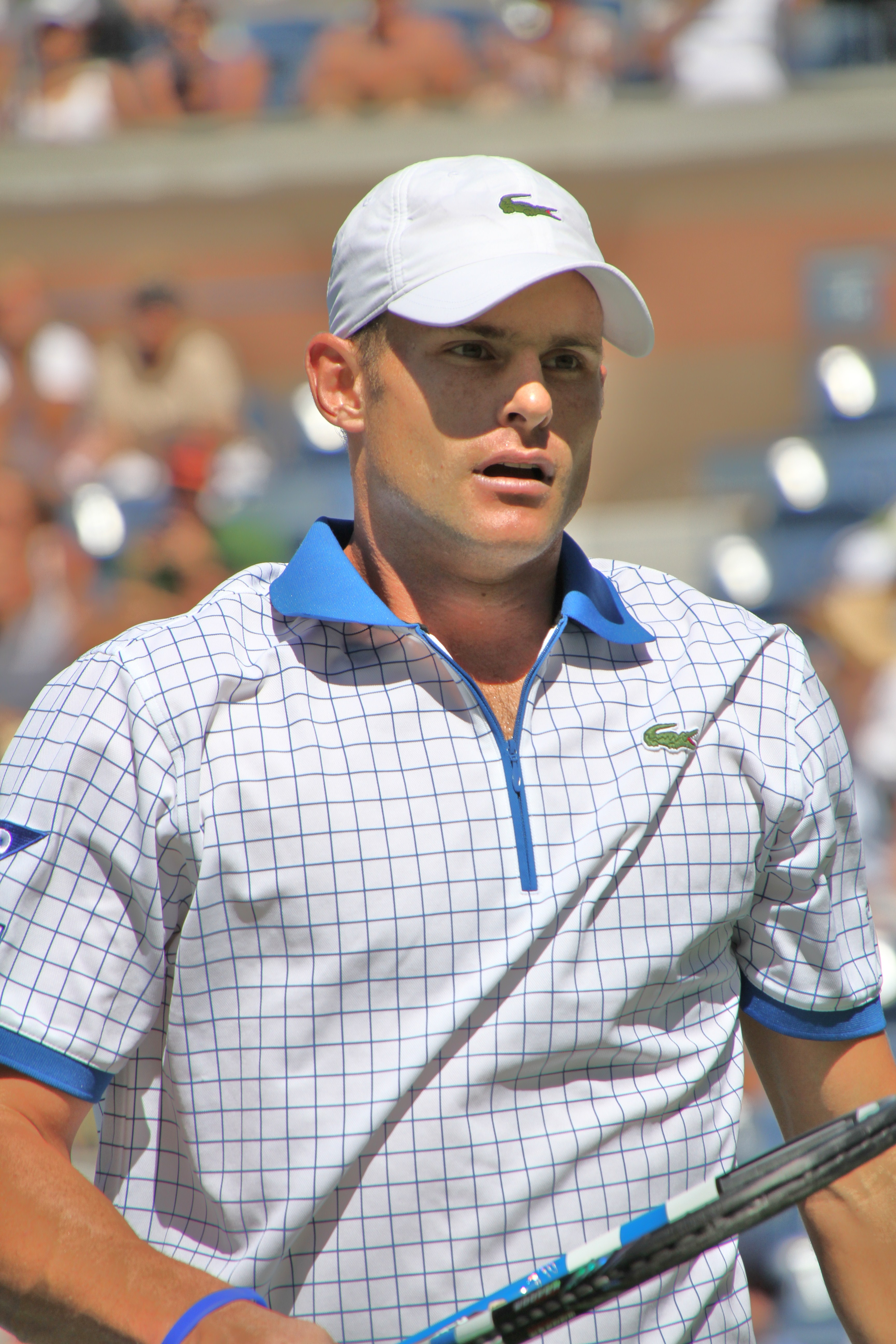
Andy Roddick (* 1982)

- 1334 – Pedro I., kastilský král († 23. března 1369)
- 1730 – Filip Ludvík, francouzský princ a druhý syn francouzského krále Ludvíka XV. († 7. dubna 1733)
- 1740 – David Bushnell, americký vynálezce († 1824)
- 1745 – Johann Hieronymus Schröter, německý astronom († 29. srpna 1816)
- 1748 – Jacques-Louis David, francouzský klasicistní malíř († 29. prosince 1825)
- 1756 – Ludvík Württemberský, vévoda württemberský († 20. září 1817)
- 1797 – Mary Shelleyová, anglická spisovatelka († 1. února 1851)
- 1805 – Michael Sars, norský mořský biolog, profesor zoologie a teolog († 22. října 1869)
- 1808 – Ludovika Bavorská, bavorská vévodkyně († 26. ledna 1892)
- 1811 – Théophile Gautier, francouzský spisovatel († 23. října 1872)
- 1819 – Louis Alphons Poitevin, francouzský fotograf a vynálezce († 4. března 1882)
- 1820 – Gustave Le Gray, francouzský fotograf († 30. července 1884)
- 1837 – Ellen Arthurová, manželka 21. prezidenta USA Chestera Arthura († 12. ledna 1880)
- 1844 – Friedrich Ratzel, německý zoolog a geograf († 9. srpna 1904)
- 1850 – Marcelo H. del Pilar, filipínský spisovatel a novinář († 4. července 1896)
- 1851 – Jules Carpentier, francouzský vynálezce († 30. června 1921)
- 1852 – Jacobus Henricus van 't Hoff, nizozemský chemik († 1. března 1911)
- 1855 – Evelyn De Morgan, anglická malířka († 2. května 1919)
- 1856 – Carl Runge, německý matematik a fyzik († 3. ledna 1927)
- 1860 – Isaak Iljič Levitan, ruský realistický malíř († 4. srpna 1900)
- 1865 – Girion Bin, hebrej. filozof a básník († 18. listopadu 1921)
- 1870
  - Lavr Georgijevič Kornilov, carský a bělogvardějský generál († 13. dubna 1918)
  - Alexandra Řecká a Dánská, řecká princezna a ruská velkokněžna († 24. září 1891)
- 1871 – Ernest Rutherford, skotský fyzik a chemik nositel Nobelovy ceny († 19. října 1937)
- 1880
  - Konrad von Preysing, německý kardinál a berlínský biskup († 21. prosince 1950)
  - Nikolai Astrup, norský malíř († 21. ledna 1928)
- 1883 – Theo van Doesburg, nizozemský malíř a teoretik umění († 7. března 1931)
- 1884 – Theodor Svedberg, švédský chemik († 25. února 1971)
- 1885 – Fridrich Weinwurm, slovenský architekt († 1942)
- 1887 – Kalle Anttila, finský zápasník, olympijský vítěz († 1. ledna 1975)
- 1889 – Mile Budak, chorvatský politik a spisovatel († 7. června 1945)
- 1890 – Dmitrij Cvetkov, votský učitel a lingvista († ? 1930)
- 1898 – Shirley Boothová, americká herečka († 16. října 1992)
- 1903 – Jožo Nižnánsky, slovenský spisovatel († 7. března 1976)
- 1911 – Arsenio Rodríguez, kubánský hudebník a skladatel († 30. prosince 1970)
- 1912
  - Edward Mills Purcell, americký fyzik, Nobelova cena za fyziku 1952 († 7. března 1997)
  - Pavol Strauss, slovenský lékař, filozof a spisovatel († 3. června 1994)
- 1913
  - Richard Stone, britský ekonom († 6. prosince 1991)
  - Thomas Torrance, skotský protestantský teolog († 2. prosince 2007)
- 1914 – Jean Bottéro, francouzský asyriolog († 15. prosince 2007)
- 1917 – Vladimír Kirillovič Ruský, člen rodiny Romanovců († 21. dubna 1992)
- 1918
  - Sergej Alexandrovič Afanasjev, sovětský politik († 13. května 2001)
  - Leonor Finiová, italská malířka a grafička († 18. ledna 1996)
- 1919
  - Joachim Rønneberg, norský důstojník a rozhlasový hlasatel († 21. října 2018)
  - Wolfgang Wagner, operní režisér († 21. března 2010)
  - Kitty Wells, americká countryová zpěvačka a skladatelka († 16. července 2012)
- 1922 – Regina Resnik, americká operní pěvkyně († 8. srpna 2013)
- 1930
  - Paul Poupard, francouzský kardinál
  - Warren Buffett, americký miliardář, investor a filantrop
- 1931 – John Swigert, americký vojenský letec a astronaut († 27. prosince 1982)
- 1934 – Anatolij Solonicyn, sovětský divadelní a filmový herec († 11. června 1982)
- 1935 – John Phillips, americký zpěvák (The Mamas & the Papas) († 18. března 2001)
- 1937 – Bruce McLaren, zakladatel stáje McLaren, která závodí ve Formuli 1 († 2. června 1970)
- 1939
  - John Peel, anglický DJ († 25. října 2004)
  - Elizabeth Ashley, americká herečka
- 1943 – Jean-Claude Killy, francouzský sjezdař
- 1944 – John Surman, britský saxofonista a klarinetista
- 1945 – Fred Tackett, americký kytarista, zpěvák, hráč na mandolínu a trubku
- 1946 – Edit Bauer, slovenská politička maďarské národnosti
- 1948 – Michèle Rozenfarb, francouzská spisovatelka a psychoanalytička
- 1948 – Viktor Skumin, ruský a sovětský vědec, psychiatr, filozof a spisovatel
- 1950 – Micky Moody, britský kytarista
- 1951
  - Behgjet Pacolli, kosovský prezident
  - Gediminas Kirkilas, litevský politik a bývalý premiér
- 1952 – Wojciech Fibak, polský tenista
- 1953
  - Horace Panter, baskytarista britské skupiny The Specials
  - Robert Parish, americký basketbalista
- 1954 – Alexandr Lukašenko, běloruský politik a prezident
- 1955
  - Anthony Coleman, americký hudebník
  - Jamie Moses, americký zpěvák
- 1956 – Ismaël Lô, senegalský hudebník
- 1958 – Anna Politkovská, ruská novinářka, spisovatelka a aktivistka pro lidská práva († 7. října 2006)
- 1959
  - Andreas Delfs, německý dirigent
  - Roland Grapow, německý kytarista
- 1962 – Alexandr Litviněnko, ruský agent KGB († 2006)
- 1981 – Tomasz Majewski, polský atlet
- 1982 – Alina Dumitruová, rumunská džudistka, olympijská vítězka 2008
- 1986 – Ryan Ross, americký kytarista
- 1972 – Cameron Diaz, americká herečka a modelka
- 1973
  - Abram Wilson, americký trumpetista († 9. června 2012)
  - Petra Paroubková, manželka českého premiéra Jiřího Paroubka
- 1977 – Félix Sánchez, atlet Dominikánské republiky
- 1982
  - Alina Dumitruová, rumunská džudistka, olympijská vítězka
  - Andy Roddick, americký tenista
- 1989 – Bebe Rexha, americká zpěvačka a písničkářka
- 1991 – Ben Tameifuna, tonžský ragbista

## Úmrtí
Viz též Kategorie:Úmrtí 30. srpna — automatický abecedně řazený seznam.

### Česko

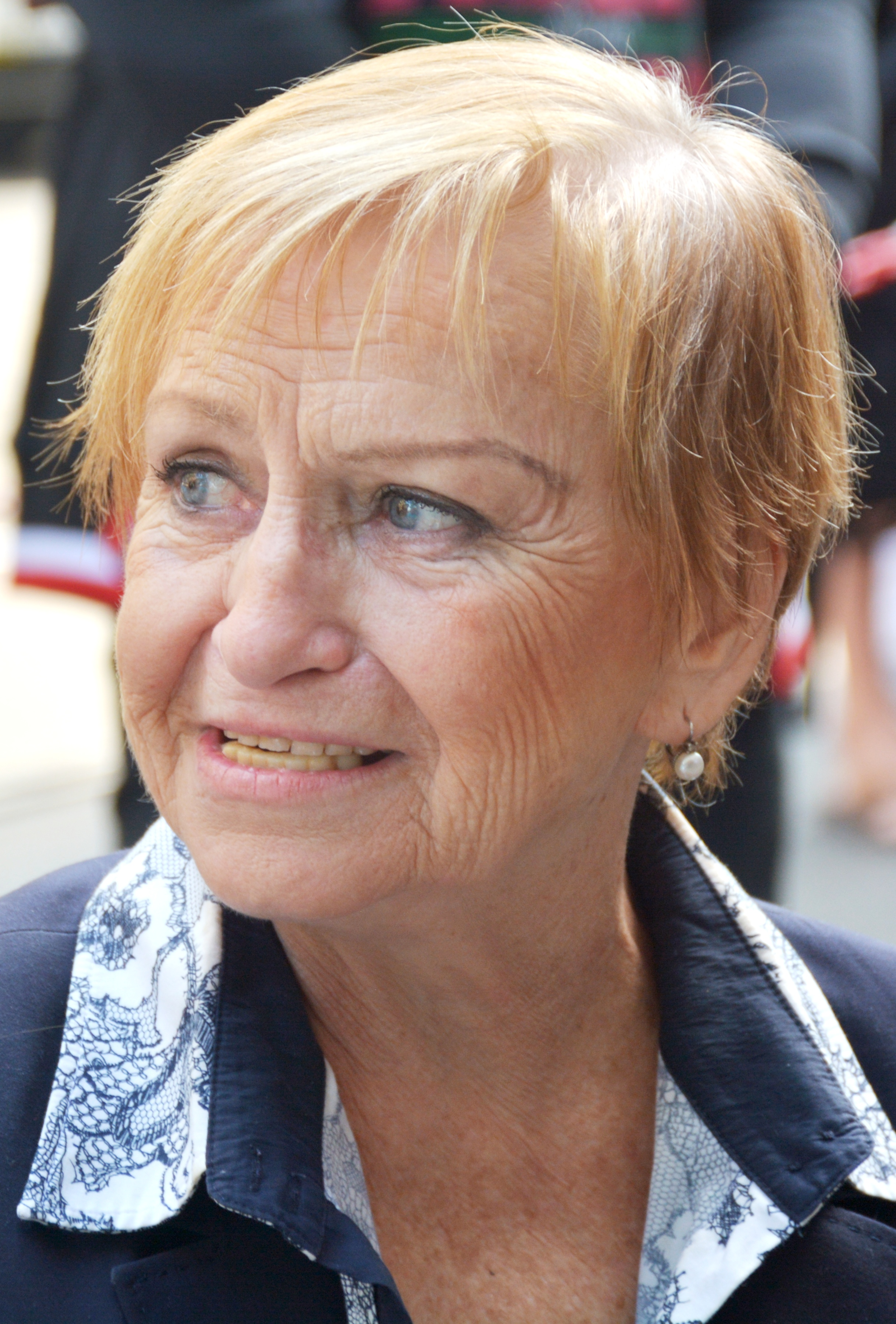
Věra Čáslavská († 2016; gymnastka)

- 1648 – Kryštof Pavel z Lichtenštejna-Kastelkornu, moravský voják a politik (* okolo 1600)
- 1869 – Antonín Dobřenský z Dobřenic, rakouský generál (* 21. března 1807)
- 1877 – Adalbert Theodor Michel, profesor práva a rektor univerzit v Olomouci a Štýrském Hradci (* 15. dubna 1821)
- 1902 – Matouš Talíř, vysokoškolský pedagog, právník, národohospodář, statistik a politik (* 20. září 1835)
- 1912 – Eleonora Ehrenbergová, operní pěvkyně (* 1. listopadu 1832)
- 1917 – Marie Horská-Kallmünzerová, herečka (* 8. června 1847)
- 1946 – Josef Roček, lékař-hygienik (* 13. října 1887)
- 1958 – Magda Bílá, sociální pracovnice, spisovatelka, malířka (* 21. května 1879)
- 1961 – Emil Bolek, herec (* 13. prosince 1897)
- 1982 – Theodor Reimann, československý fotbalový reprezentant (* 10. února 1921)
- 1987 – Ivan Otto Mikšovič, skaut, novinář a spisovatel (* 2. října 1909)
- 1991 – Vladimír Padrůněk, rockový a jazzrockový baskytarista (* 17. února 1952)
- 1995 – Jan Šmíd, akademický malíř a grafik (* 2. června 1937)
- 1999 – Marie Paříková, operní pěvkyně (* 20. května 1909)
- 2011 – Pavel Růžek, spisovatel (* 30. listopadu 1951)
- 2015 – Eliška Horelová, prozaička (* 23. května 1925)
- 2016 – Věra Čáslavská, sportovní gymnastka, sedminásobná olympijská vítězka, trenérka a sportovní funkcionářka (* 3. května 1942)

### Svět

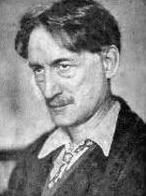
Henri Barbusse († 1935)

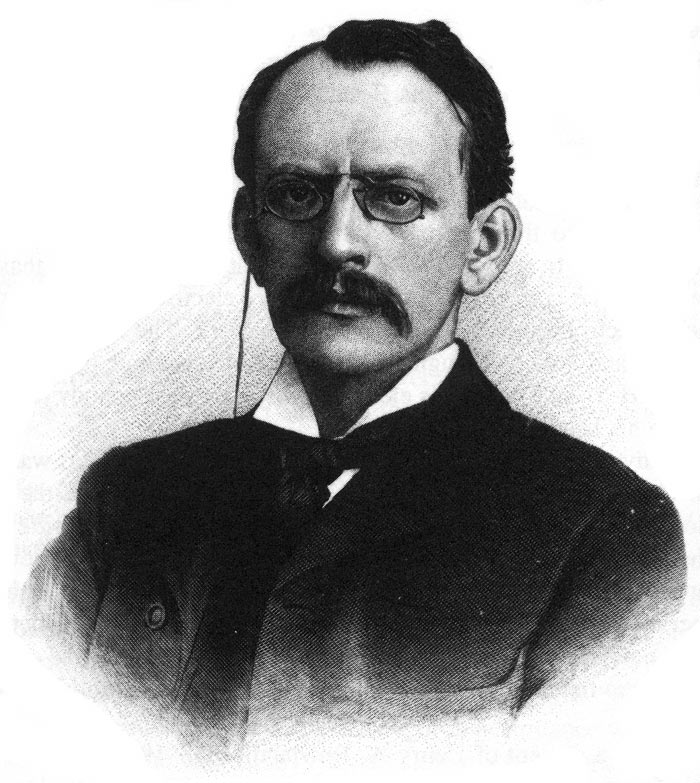
Joseph John Thomson († 1940)

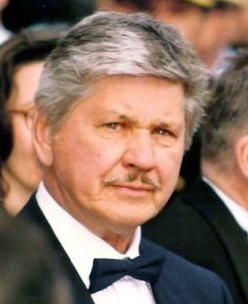
Charles Bronson († 2003)

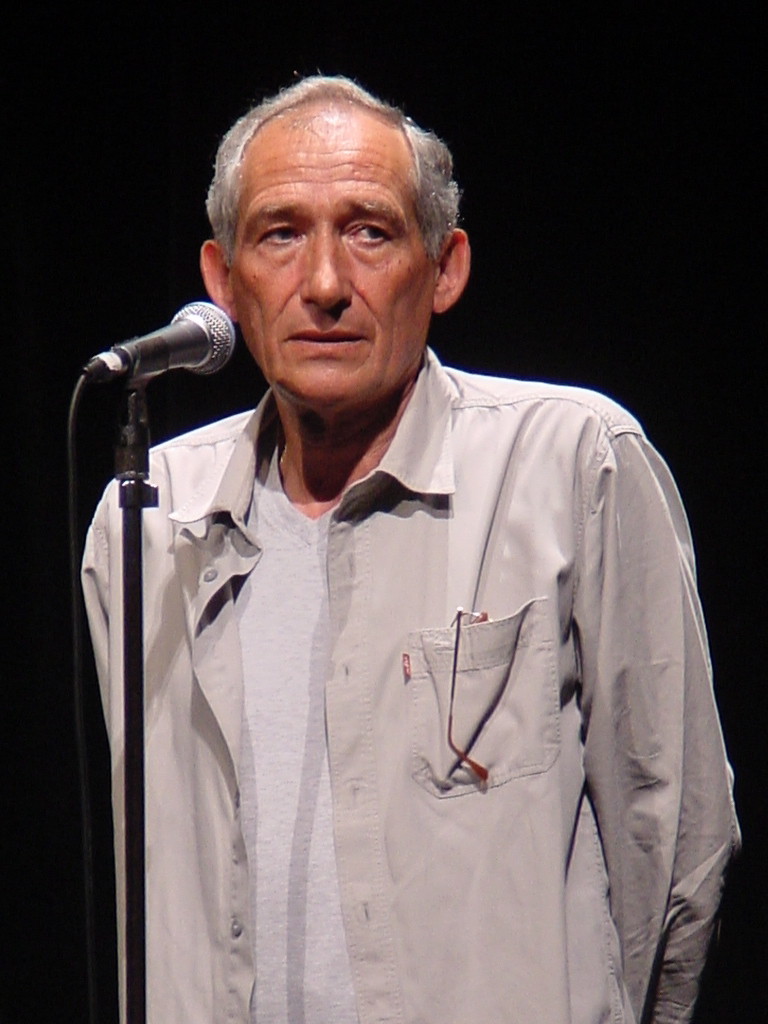
Alain Corneau († 2010)

- 1181 – Alexandr III., papež (* asi 1105)
- 1329 – Chošila, císař říše Jüan a veliký chán mongolské říše (* 22. prosince 1300)
- 1483 – Ludvík XI., francouzský král (* 3. července 1423)
- 1564 – Sabina Bavorská, bavorská a württemberská vévodkyně (* 24. dubna 1492)
- 1625 – Anna Pruská, kurfiřtka braniborská, vévodkyně pruská (* 3. července 1576)
- 1694 – Louis de Crevant, vévoda z Humières, maršál Francie a guvernér (* 1628)
- 1717 – Pavel Klein, český misionář, lékárník, spisovatel a univerzitní rektor na Filipínách (* 25. ledna 1652)
- 1727 – Giandomenico Tiepolo, italský rokokový malíř a grafik († 3. března 1804)
- 1755 – Francesco Durante, italský hudební skladatel (* 31. března 1684)
- 1856 – John Ross, anglický polárník (* 24. června 1777)
- 1844 – Francis Baily, anglický astronom (* 28. dubna 1774)
- 1908 – Giovanni Fattori, italský malíř (* 6. října 1825)
- 1918 – Mojsej Urickij, ruský politik (* 2. ledna 1873)
- 1919 – Nikolaj Alexandrovič Ščors, ruský vojenský velitel (* 6. června 1895)
- 1928
  - Franz von Stuck, německý malíř, sochař a grafik (* 23. února 1863)
  - Wilhelm Wien, německý fyzik (* 13. ledna 1864)
- 1935 – Henri Barbusse, francouzský prozaik (* 17. května 1873)
- 1936 – Johann Loserth, rakouský historik (* 1. září 1846)
- 1940 – Joseph John Thomson, anglický fyzik (* 18. prosince 1856)
- 1946 – Grigorij Michajlovič Semjonov, velitel Bílé armády, ataman Zabajkalských kozáků (* 25. září 1890)
- 1950 – Gabriel Delmotte, francouzský astronom a selenograf (* 5. února 1874)
- 1958 – Alexander Albrecht, slovenský hudební skladatel (* 12. srpna 1885)
- 1959 – Ed Elisian, americký automobilový závodník (* 9. prosince 1925)
- 1970 – Abraham Zapruder, autor záznamu atentátu na Johna Fitzgeralda Kennedyho (* 15. května 1905)
- 1976 – Paul Felix Lazarsfeld, americký sociolog rakouského původu (* 13. února 1901)
- 1977 – Vladimir Filippovič Tribuc, sovětský námořní velitel a admirál (* 28. července 1900)
- 1978 – Thomas Dolliver Church, americký zahradní architekt (* 27. dubna 1902)
- 1981 – Muhammad Alí Radžáí, íránský předseda vlády (* 15. června 1933)
- 1985
  - Louis Évely, belgický křesťanský spisovatel (* 5. listopadu 1910)
  - Philly Joe Jones, americký jazzový bubeník (* 15. července 1923)
- 1994 – Lindsay Anderson, britský filmový režisér (* 17. dubna 1923)
- 1995
  - Lev Polugajevskij, sovětský šachový velmistr (* 20. listopadu 1934)
  - Sterling Morrison, americký kytarista, člen The Velvet Underground (* 28. srpna 1942)
- 1996
  - Josef Müller-Brockmann, švýcarský grafický designér (* 9. května 1914)
  - Dunc Gray, australský cyklista, olympijský vítěz 1932 (* 17. července 1906)
- 1997 – Ernest Wilimowski, slezský fotbalista (* 23. června 1916)
- 2001 – Alicia D'Amico, argentinská fotografka (* 6. října 1933)
- 2003
  - Charles Bronson, americký filmový herec (* 3. listopadu 1921)
  - Donald Davidson, americký filosof (* 6. března 1917)
- 2005 – Anatolij Markovič Markuša, ruský novinář, vojenský stíhač a spisovatel (* 20. června 1921)
- 2006
  - Nagíb Mahfúz, egyptský spisovatel, nositel Nobelovy ceny (* 11. prosince 1911)
  - Glenn Ford, kanadsko-americký herec (* 1. května 1916)
- 2010
  - Alain Corneau, francouzský režisér (* 7. srpna 1943)
  - Francisco Varallo, argentinský fotbalista (* 5. února 1910)
- 2011 – Alla Bajanovová, ruská a rumunská zpěvačka (* 18. května 1914)
- 2015 – Hugo Rasmussen, dánský jazzový kontrabasista (* 22. března 1941)
- 2017 – Marjorie Boulton, anglická profesorka, poetka, spisovatelka a esperantistka (* 7. května 1924)
- 2019 – Valerie Harper, americká filmová a divadelní herečka (* 22. srpna 1939)
- 2022 – Michail Gorbačov, bývalý prezident Sovětského svazu (* 2. března 1931)

## Svátky

### Česko
- Vladěna

### Svět
- Norsko – Benjamin a Ben
- Švédsko – Albert
- Anglie, Irsko: Summer Bank Holiday
- Afghánistán: Den dětí
- Gibraltar: Bank Holiday
- Hongkong: Den osvobození (je-li pondělí)
- Mezinárodní den zmizelých

| 30. srpen v pražském KlementinuÚdaje jsou platné k 8. 7. 2025. | 30. srpen v pražském KlementinuÚdaje jsou platné k 8. 7. 2025. | 30. srpen v pražském KlementinuÚdaje jsou platné k 8. 7. 2025. |
| minimum                                                        | denní průměr                                                   | maximum                                                        |
| -------------------------------------------------------------- | -------------------------------------------------------------- | -------------------------------------------------------------- |
| 8,2 °C (1948)                                                  | 17,5 °C (od 1961)                                              | 32,7 °C (2024)                                                 |